# Karolina Bielawska
Karolina Bielawska (née le 11 avril 1999) est une mannequin polonaise, présentatrice de télévision, militante sociale, philanthrope et reine de beauté qui a été couronnée Miss Monde 2021. Elle est devenue la deuxième tenante du titre de Pologne, la première étant Aneta Kręglicka qui a remporté le concours en 1989.

## Biographie
Karolina Bielawska est née le 11 avril 1999 à Łódź en Pologne, et elle a été élevée par ses parents. Karolina Bielawska a toujours voulu devenir un modèle populaire et a étudié et travaillé dans ce but, soutenue par ses parents. Elle est étudiante en commerce avec un baccalauréat en gestion et étudie pour sa maîtrise.

## Carrière
Karolina Bielawska a commencé sa carrière de mannequin à l'âge de 14 ans, lorsqu'elle a participé au concours Elite Model Look et a remporté la deuxième place.

## Concours de beauté
Le 24 novembre 2019, Karolina Bielawska a représenté Łódź à Miss Pologne 2019 et a affronté 19 autres candidats à l'hôtel Narvil Conference and Spa à Serock, dans le comté de Legionowo, dans la voïvodie de Mazovie, en Pologne,. Elle a remporté le titre, ce qui en fait la candidate polonaise à Miss Monde 2020. En raison de la nouvelle pandémie de coronavirus (COVID-19), Miss Monde 2020 a été annulée. Elle a conservé le titre de Miss Monde Pologne 2021.
En décembre 2021, Karolina Bielawska a représenté la Pologne à Miss Monde 2021 et a affronté 96 autres candidates à San Juan à Porto Rico. Elle a été sélectionnée parmi le Top 40.
Le 16 mars 2022, Karolina Bielawska a affronté les 39 autres demi-finalistes lors de la finale de Miss Monde 2021 au Coliseo José Miguel Agrelot de San Juan à Porto Rico, et a remporté le titre de Miss Monde,,.
Durant son règne, Bielawska a battu tous les records précédents après avoir visité plus de pays, collecté plus de fonds et soutenu plus de projets humanitaires  que toutes les précédentes Miss Monde.